# Rhaphium basale
Rhaphium basale är en tvåvingeart som beskrevs av Friedrich Hermann Loew 1850. Rhaphium basale ingår i släktet Rhaphium och familjen styltflugor. Enligt den finländska rödlistan är arten nära hotad i Finland. Arten är reproducerande i Sverige. Artens livsmiljö är sandstränder vid Östersjön. Inga underarter finns listade i Catalogue of Life.